# سونی اریکسون ویواز
سونی اریکسون ویواز (انگلیسی: Sony Ericsson Vivaz) یک تلفن همراه هوشمند ساخت شرکت سونی اریکسون است که در سال ۲۰۱۰ معرفی شده‌است.